# Син Юна
Син Юна́ (кор. 신유나; род. 9 декабря 2003, Сувон) — южнокорейская певица и рэперша. Является участницей гёрл-группы Itzy, где занимает позиции ведущего рэпера, ведущего танцора, вижуал и макнэ.

## Биография
Син Юна родилась 9 декабря 2003 года в городе Сувоне, Южная Корея.
В 2017 году снималась в мини-фильме «Love Yourself Highlight Reel» южнокорейской группы BTS. В том же году приняла участие в первом эпизоде реалити-шоу на канале Mnet «Stray Kids».
20 января 2019 года стало известно, что Юна станет участницей новой женской группы от JYP Entertainment под названием ITZY.
12 февраля 2019 года Itzy дебютировали с долгожданной песней «Dalla Dalla» и сингловым альбомом It’z Different

## Фильмография

### Реалити-шоу
| Год  | Название     | Телеканал | Примечание |
| ---- | ------------ | --------- | ---------- |
| 2017 | «Stray Kids» | Mnet      | Участница  |